# Emmanuel Gambardella
Emmanuel Gambardella (* 3. Juli 1888 in Cette (heute Sète); † 30. August 1953 in Montpellier) war ein französischer Fußballfunktionär, Sportjournalist, Schriftsteller und Autor zahlreicher Chansontexte.
Gambardella spielte für die AS Cettoise, die er als Funktionär in den Gremien der USFSA vertrat. Nachdem er aufgrund seines Militärdienstes und des Ersten Weltkrieges seine Ämter hatte ruhen lassen müssen, war er als Vertreter des FC Cette im Anschluss wieder als Fußballfunktionär aktiv. An der Seite seines Vereinskameraden Georges Bayrou kämpfte er in den folgenden Jahren bei der Fédération Française de Football für die Einführung des Berufsspielertums in Frankreich. Dabei nutzte er zudem seine Stellung als Journalist bei der Zeitschrift „Football“, die zeitweise das semi-offizielle Presseorgan des französischen Verbandes FFF war. An der Seite von Autoren wie Gabriel Hanot, Lucien Gamblin oder Marcel Rossini begleitete er sein Ansinnen auf publizistische Weise.
Nachdem die Einführung der professionellen Meisterschaft im Rahmen der Division 1 beschlossen worden war, gehörte Gambardella ab 1932 zu den Führungspersönlichkeiten des Wettbewerbs und leitete als Vorsitzender die Commission du Championnat de France Professionnel, das für Ligabetrieb und Meisterschaft zuständigen Gremium. Nach der durch den Zweiten Weltkrieg bedingten Pause zwischen 1939 und 1944 kehrte er an die Ligaspitze zurück und wurde erster Präsident der Ligue de Football Professionnel, der FFF-Kommission der Profiklubs. 1949 folgte er zudem Jules Rimet als Präsident der FFF. Bis zum Sommer 1953 füllte er beide Positionen aus, ehe er im Amt verstarb.
Neben seiner nahezu lebenslangen Tätigkeiten für den Fußballsport hat Gambardella auch mehrere Romane, Theaterstücke, ein Operettenlibretto und zahlreiche Chansontexte verfasst. In Anerkennung seiner Verdienste um den französischen Fußball benannte der französische Verband 1955 die Coupe Nationale des Juniors, den Pokalwettbewerb für französische A-Jugend-Vereinsmannschaften, in Coupe Gambardella um.